# Hispano Suiza Cars

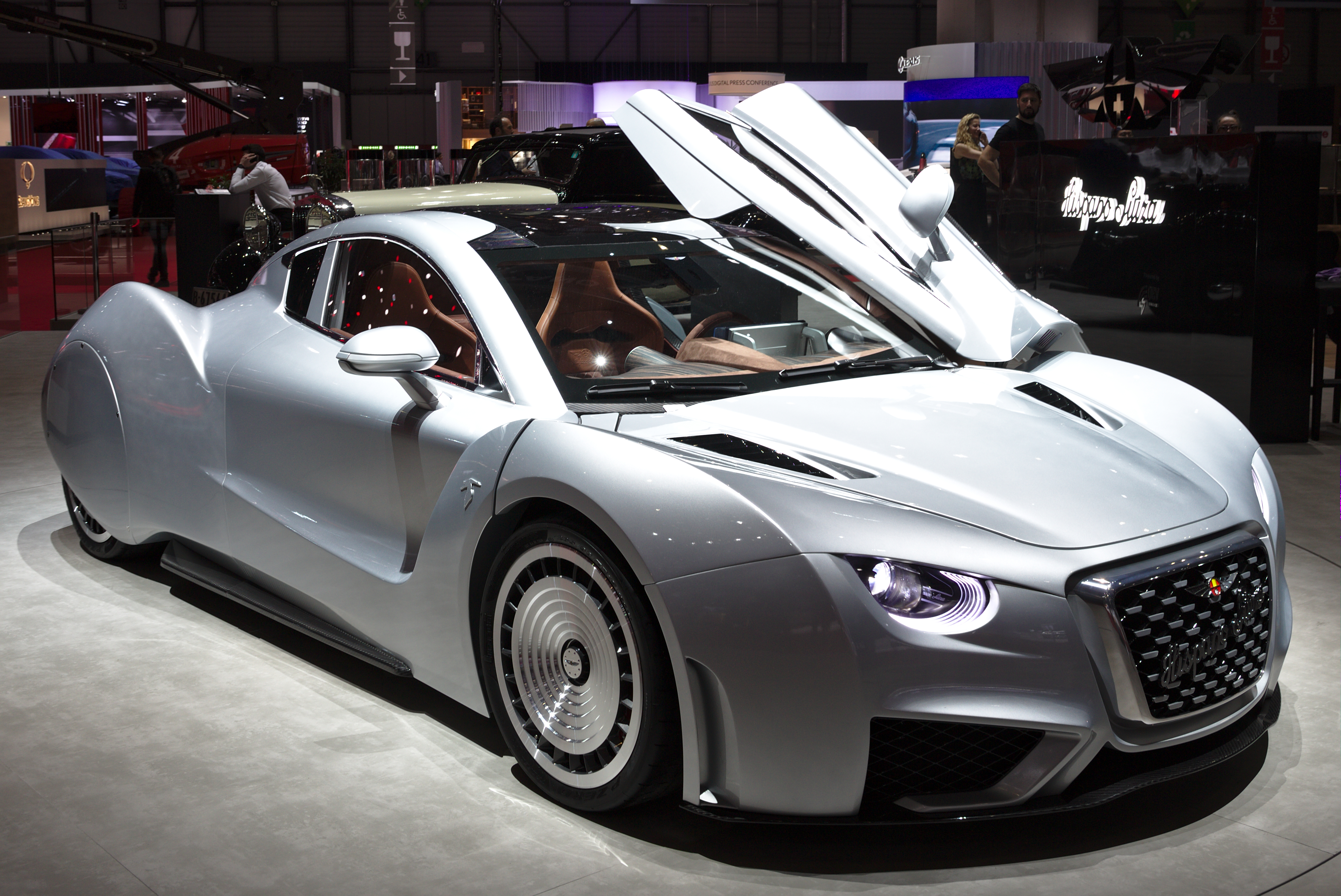
Hispano Suiza Carmen

Hispano Suiza Cars ist ein Unternehmen der Automobilindustrie.

## Unternehmensgeschichte
Das Unternehmen wurde am 26. November 2018 gegründet. Es hat seinen Sitz in Peralada in der Provinz Girona im Norden Spaniens. Geleitet wird es von Miguel Suqué Mateu. Dessen Urgroßvater Damián Mateu hatte bereits 1904 La Hispano-Suiza in Barcelona gegründet und Automobile hergestellt. Weitere wichtige Mitarbeiter sind der Designdirektor Francesc Arenas, der technische Direktor Joan Orús und der CEO Sergio Martinez Campos.

## Fahrzeuge
Die Fahrzeuge tragen den Markennamen Hispano Suiza, ohne Bindestrich.
2019 wurde das erste Modell Hispano Suiza Carmen auf dem Genfer Auto-Salon präsentiert. Es ist ein Supersportwagen. Die Produktion ist limitiert. Er wird auch in Deutschland angeboten. Die Fahrzeuge haben zwei Elektromotoren und mehr als 1000 PS. Davon abgeleitet ist der sportlichere Carmen Boulogne.

## Motorsport
2021 nahm das Unternehmen als Hispano Suiza Xite Energy Team an der Extreme E-Saison 2021 teil.